# イッサ・シー
イッサ・シー（Issa Sy、1984年7月22日 - ）はセネガルのサッカー審判員。2015年から国際サッカー連盟 (FIFA) に国際審判員として登録されている。
アフリカネイションズカップには2019年エジプト大会・2022年カメルーン大会・2024年コートジボワール大会で主審を担当してている。
そのほか、CAFチャンピオンズリーグ、2022 FIFAワールドカップ・アフリカ予選、2023 FIFA U-20ワールドカップでも主審を務めている。
2025年にアメリカで開催されるFIFAクラブワールドカップ2025の審判の一人として選ばれた。